# Suma (Weißes Meer)
Die Suma (russisch Су́ма) ist ein Zufluss des Weißen Meeres in der Republik Karelien in Nordwestrussland.
Die Suma fließt vom See Melosero im äußersten Osten der Republik Karelien in überwiegend nordnordwestlicher Richtung zum Weißen Meer und mündet schließlich in die Onegabucht. Auf ihrem Weg zum Meer durchfließt sie eine Reihe von Seen, darunter Schunosero, Chischosero, Pulosero und Sumosero. Der Fluss ist reich an Stromschnellen.
Die Suma hat eine Länge von 164 km. Ihr Einzugsgebiet umfasst eine Fläche von 2020 km². Der Fluss wird hauptsächlich von der Schneeschmelze gespeist. Der mittlere Abfluss 5,9 km oberhalb der Mündung beträgt 20 m³/s. Üblicherweise gefriert der Fluss im November/Dezember und bleibt bis Ende April/Mai eisbedeckt.
Zumindest in der Vergangenheit wurde auf der Suma Flößerei betrieben.